# Sin’s Kitchen
Sin’s Kitchen – niskobudżetowy amerykański film fabularny z 2004 roku, wyprodukowany i wyreżyserowany przez Fabiena Pruvota.